# Pristaulacus polychromus
Pristaulacus polychromus är en stekelart som beskrevs av Jean-Jacques Kieffer 1906. Pristaulacus polychromus ingår i släktet Pristaulacus och familjen vedlarvsteklar. Inga underarter finns listade i Catalogue of Life.